# VfBフリードリヒスハーフェン
VfBフリードリヒスハーフェン（VfB Friedrichshafen）は、ドイツ・フリードリヒスハーフェンを本拠地とする男子バレーボールクラブ。

## 歴史
1909年創設のVfBフリードリヒスハーフェンは、サッカー、バドミントン、卓球などの部門を抱える総合スポーツクラブで、バレーボール部門は1969年に創設された。1998年にリーグ初優勝とカップ初優勝を飾り、2002年にかけてリーグ5連覇、2001年から2008年にかけてカップ8連覇を達成した。
欧州チャンピオンズリーグでは1999-2000年に準優勝。2006-2007年にはフランスのトゥールVBを破って初優勝を飾り、1964年大会の東ドイツのSCライプツィヒの優勝以来、43年ぶりにドイツにチャンピオンズリーグのタイトルをもたらした。
2010年5月、プレーオフ・ファイナルの第4戦でTSVウンターハヒンクをフルセットの末に降して3勝1敗とし、6年連続11回目のリーグ優勝を飾った。

## ユニフォーム
ホーム
- メインカラーのホワイトとブラック。シャツネームと背番号はブラック。
- フロント下部にメインスポンサーのZF社のロゴマークが入る。

アウェイ
- サブカラーのレッドとブラック。シャツネームと背番号はホワイト。

リベロ
- 反対色を着用。

## 主な成績
ドイツリーグ
- 優勝：1998、1999、2000、2001、2002、2005、2006、2007、2008、2009、2010
- 準優勝：1994、1996、1997

 ドイツカップ
- 優勝：1998、1999、2001、2002、2003、2004、2005、2006、2007、2008

 欧州チャンピオンズリーグ
- 優勝：2007
- 準優勝：2000

## 歴代所属選手
- マルクス・ポップ
- ビョルン・アンドレ
- ヨッヘン・ショップス
- マルクス・ベーメ
- ルーカス・カンパ
- ムン・ソンミン